# Гусейн Гусейнов
Гусейн Алі Гюльбала огли Гусейнов (азерб. Hüseyn Əli Gülbala oğlı Hüseynov; *2 вересня 1930, Баку, Азербайджанська РСР — † 23 грудня 1987, Баку, Азербайджанська РСР) — азербайджанський художник, член спілки художників СРСР.

## Біографія
Доцент, засновник і зав.кафедрою малювання та методики її викладання Азербайджанського Педагогічного Інституту ім. Леніна (нині ім. Н. Тусі), автор перших підручників (4-х) з малювання на азербайджанською мовою для початкових класів в Азербайджані. У 1967 році підручники були видані тиражем 140 тис. У 1977 видані видавництвом «Мааріф» тиражем 70 тис. примірників.
Навчався в Баку в Азербайджанському державному художньому училищі імені Азіма Азімзаде, потім у Ленінградському вищому художньо-промисловому училищі імені В. І. Мухіної.
Був представлений на Державну премію АзССР і на звання Заслуженого художника СРСР. Нагороджений Почесною Грамотою Верховної Ради АзССР. Був першим головою секції декоративно-прикладного мистецтва Спілки Художників АзССР.